# Eduardo Enríquez Maya
Pour les articles homonymes, voir Maya.
Eduardo Enríquez Maya (11 octobre 1948 - 14 avril 2021) était un homme politique colombien.

## Biographie
Membre du Parti conservateur colombien, il a siégé à la Chambre des représentants de Colombie de 1998 à 2006 et au Sénat de Colombie de 2006 jusqu'à sa mort du COVID-19 à Bogota le 14 avril 2021 à l'âge de 72 ans.